# 凌雲翼
凌雲翼（1519年—？），字汝成，號洋山，直隸蘇州府太倉州（今江蘇省太倉市）人，民籍，明朝政治人物。

## 生平
嘉靖二十二年（1543年）癸卯科應天鄉試第十一名舉人，嘉靖二十六年（1547年）丁未科進士第二甲第三十一名。通政司觀政，授南京工部主事，升本部郎中。历官浙江按察司佥事、江西参议、浙江温處道副使，随总督胡宗宪剿倭。
穆宗隆慶元年（1567年）八月升本省布政司右参政，丁父忧，改江西参政，晋浙江按察使，後遷任河南右布政使，五年五月升右僉都御史、鄖陽撫治。曾上疏論衛所兵消耗之弊，凡六事，多議行。
神宗萬曆元年（1573年），進右副都御史、巡撫江西，二年六月升南京兵部右侍郎，三年二月改工部右侍郎，六月升兵部左侍郎兼都察院右僉都御史、提督兩廣軍務。任內平定叛亂，因功被加右都御史兼兵部侍郎。六年十月召為南京工部尚書，七年四月改南兵部尚書，八年六月以兵部尚書兼左副都御史總督漕運，巡撫淮、揚，又兼督河道。萬曆十年加太子少保。十一年二月召為協理戎政兵部尚書，八月因病離任。里居時因「驕縱」家人，歐死生員章士偉，被給事、御史接連上章彈劾，被下詔削去官銜，其後去世。

## 家族
曾祖凌方；祖父凌縞；父凌昆，字文绍，號石林。母陳氏。具庆下。兄汝志，宜春知县；汝學。子凌玄相（锦衣卫指挥）；凌玄應。
兄凌汝志，同榜中舉人，聯捷進士。

## 延伸阅读
[在维基数据编辑]
 《明史卷二百二十二》，出自《明史》